# Rivière du Sud (vattendrag i Kanada, Québec, lat 48,81, long -79,22)
Rivière du Sud är ett vattendrag i Kanada.   Det ligger i provinsen Québec, i den sydöstra delen av landet, 500 km nordväst om huvudstaden Ottawa.
Omgivningarna runt Rivière du Sud är en mosaik av jordbruksmark och naturlig växtlighet. Runt Rivière du Sud är det glesbefolkat, med 8 invånare per kvadratkilometer.